# Norialsus knysnana
Norialsus knysnana är en insektsart som beskrevs av Van Stalle 1986. Norialsus knysnana ingår i släktet Norialsus och familjen kilstritar. Inga underarter finns listade i Catalogue of Life.